# Маша и Медведи
«Ма́ша и Медве́ди» — российская рок-группа, образованная в 1997 году Марией Макаровой.

## История

### 1997—1999
Группа «Маша и Медведи» была образована в 1997 году. Отправной точкой истории группы можно считать 1996 год, когда Мария Макарова передала демозапись своих песен гастролировавшему в  Краснодаре вокалисту группы «Мегаполис» Олегу Нестерову. В 1997 году Маша Макарова подписывает контракт с Олегом Нестеровым, который и становится её продюсером. В этом же году Маша собирает музыкантов.
Продюсерами нового образования становятся — фирма «Снегири-музыка». В 1997 году Маша Макарова переезжает в Москву и приступает к записи своего первого альбома. В этом году группа «Маша и Медведи» снимают два видеоклипа в Индии — «Любочка» и «Б. Т.» («Без тебя»). Режиссёром стал Михаил Хлебородов. Все стихи и музыка написаны солисткой группы Машей Макаровой за исключением текста песни «Любочка», который представляет собой слегка изменённый текст одноименного стихотворения советской детской поэтессы Агнии Барто. В 1998 году был подписан контракт на выпуск альбома с фирмой грамзаписи «Extraphone».
Альбом и группа становятся «Открытием 1998 года» на фестивале «Maxidrom», организованном радиостанцией «Maximum» в спорткомплексе «Олимпийском». В 1998 году группа начинает активно гастролировать. Средства массовой информации признают достижения коллектива: «Матадор» — лучшая группа 1998 года, «ОМ» — лучший дебют 1998 года, «Московский комсомолец» — певица 1998 года, радио «Maximum» — лучшая песня 1998 года «Любочка», MTV-Russia — «Любочка» — 12 место в итоговом Чарте и 3 место в итоговом Российском хит-параде, журнал «CooL» — 35 недель в хит-параде, альбом «Солнцеклёш» — 28 недель в Top 10 «CooL». После столь удачного старта группа «Маша и Медведи» снимает в 1998 году видеоклип на песню «Рейкьявик» в Исландии. Второй хит успешно принят критиками, и группа «Маша и Медведи» принимает участие в широкомасштабных фестивалях: «Сочинская Ривьера» — июнь 1998, «МегаХаус» — июнь 1998, «Праздник города» — сентябрь 1998 года, город Киев.
В 1999 году во время записи второго альбома Маша Макарова и Олег Нестеров (солист группы «Мегаполис») записывают песню «Где цветы?». На эту же композицию снимается видеоклип. MTV-Russia даёт самую горячую поддержку этой песне.
В 1999 году группой «Маша и Медведи» был записан второй альбом под названием «Куда?».

### 2000-е годы
Альбом «Куда?» вышел 8 марта 2000 года на «Экстрафоне» (Олег Нестеров и «Снегири» занимаются только промоушном Маши и Медведей). В этом альбоме стихи и музыку также написала М. Макарова. Были сняты два видеоклипа на «Землю» — один мультипликационный и второй — игровой, который снимался в феврале 2000 в Крыму. Для съемок были выбраны так называемые «лес Роу и скалы Роу», которые так часто любил снимать в своих фильмах-сказках знаменитый кинематографист, и организован тур.
В 2000 году песня группы «Маша и Медведи» «Земля» прозвучала в фильме «Брат 2».
Группа распалась в 2000 году, из-за конфликта между Машей Макаровой и остальными участниками группы, произошедшего непосредственно перед выступлением группы на Максидроме 2000, которое так и не состоялось. О распаде группы было объявлено в прямом эфире радио Максимум, по которому велись прямые включения с фестиваля. Ведущей эфира радио Максимум во время проходящего Максидрома 2000, Милой О’Када было сказано, что выступление группы отменяется в связи с распадом группы.
После ухода Маши Макаровой музыканты некоторое время сотрудничали с певицей Ольгой Дзусовой, с которой записали несколько песен.
В 2004-м музыканты воссоединились с Машей Макаровой и записали альбом «Без языка», который вышел в 2006 году. Группа возобновила активную концертную жизнь, выступает во многих клубах России.

### 2010-е годы
21 декабря 2012 года группа выпустила первую часть альбома «Конец гусеницы — начало бабочки». Альбом выпускается в четыре релиза по четыре трека каждый. Первая часть получила название «Конец» в честь конца света по календарю Майя, в день которого состоялся релиз. В конце 2013 года официально была издана вторая часть под названием «Гусеницы». Треклисты оставшихся частей пластинки группа держит в строжайшем секрете. Известно лишь, что к моменту выхода заключительной части все части пазла соберутся в единый рисунок. В это же время в свет вышел первый за много лет новый видеоклип группы на песню «С Новым годом!», одним из главных героев которого стал диджей Радио Maximum Константин Михайлов.
23 февраля 2017 года состоялся релиз нового сингла — «Мира Война», песня исполнялась на концертах группы с конца 2016 года. В релиз включены 2 новые песни «Мира война», «Воскресение» и два ремикса.
В 2018 году вышел сингл «Арарат». В августе 2019 года на его песню «Здравствуй, Арарат!» сняли клип.
Сообщалось, что группа готовит сразу два разноплановых альбома — «Зимородок» и «РастаМаха».

### 2020-е годы
2 февраля 2020 года группа «Маша и Медведи», вместо анонсированных ранее релизов, выпустила альбом «Пиф-Паф». Работа состоит из 6 композиций, включая уже известные «Мира война», «Воскресенье» и «Арарат». Презентация пластинки прошла 1 марта в «ГлавClub Green Concert».

## Состав
- Маша Макарова — вокал, акустическая гитара, флейта, клавишные, вокодер, автор песен.
- Роман Шатохин — гитара, акустическая гитара
- Георгий Аванесян (Гео) — бас.
- Владимир Китляр — терменвокс.
- Александр Юшков — клавишные.
- Олег Шарр — перкуссия.
- Григорий Волобуев — ударные.

## Дискография

### Студийные альбомы
- 1998 — «Солнцеклёш»
- 2000 — «Куда?»
- 2006 — «Без языка»
- 2020 — «Пиф-Паф»
- 2025 — «Музыка»

### Мини-альбомы
- 2012 — «Конец»
- 2013 — «Гусеницы»

### Синглы
- 2017 — «Мира война»
- 2018 — «Арарат»
- 2024 — «Лифт»
- 2025 — «Тут и там»
- 2025 — «Музыка»
- 2025 — «Психопатия»

## Видео
- 1997 Любочка
- 1997 Б. Т.
- 1998 Рейкьявик
- 1998 Любочка (Маша и Медведи feat. DJ Groove)
- 1999 Где цветы? (Мегаполис и Маша Макарова)
- 2000 Земля (игровой)
- 2000 Земля (анимация)
- 2004 Х. В. (Маша Макарова)
- 2005 Парабеллум (Маша Макарова)
- 2013 С Новым годом!
- 2019 Арарат